# Mammillaria lindsayi
Mammillaria lindsayi (укр. Мамілярія Ліндсея, Мамілярія ліндсеї) — сукулентна рослина з роду мамілярія (Mammillaria) родини кактусових (Cactaceae).

## Етимологія

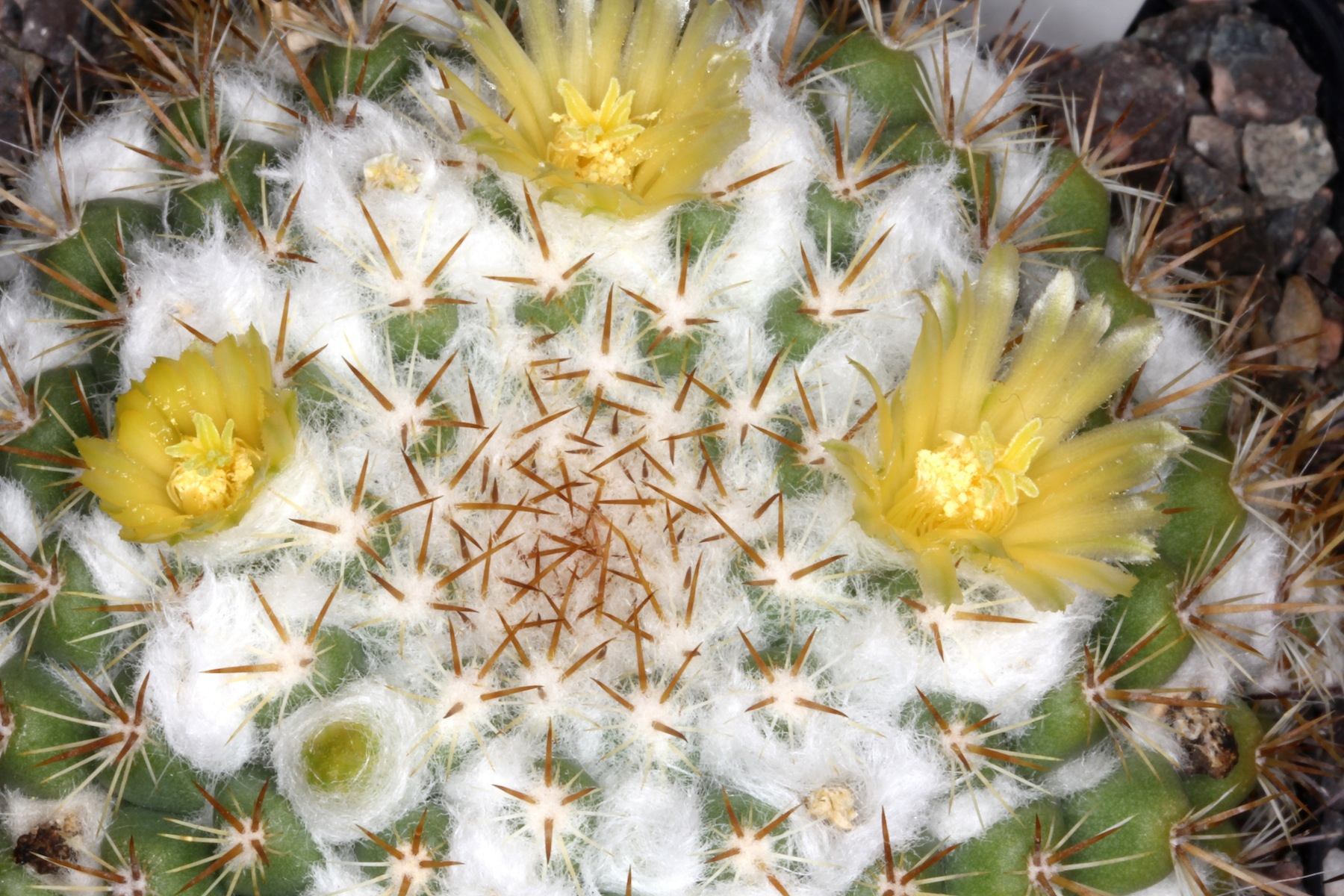
Квіти Mammillaria lindsayi

Видова назва дана на честь Джорджа Ліндсея — американського доктора ботаніки із Сан-Франциско, що довгий час займав посаду директора Академії наук Каліфорнії, відомого таксономіста, знавця роду Ферокактус (Ferocactus) і автора монографії з цих рослин, а також праці «The Cacti of San Diego county and Baja California».

## Ареал і екологія
Mammillaria lindsayi є ендемічною рослиною Мексики. Ареал розташований у штатах Сіналоа і Чіуауа. Рослини зростають на висоті близько 2 000 метрів над рівнем моря у напівтіні від схилів каньйону, на листових перегнійних ґрунтах в ущелинах скель.

## Морфологічний опис
Рослина спочатку одиночна, пізніше формує групи, до 1 метра завширшки.
| Орган              | Опис |
| Коріння            | |
| Стебло             | кулясте, до 15 см заввишки і в діаметрі.                                                                         |
| Епідерміс          | сіро-зелений. |
| Маміли             | конічні до чотирикутних, кілевидні, з молочним соком.                                                            |
| Ареоли             | |
| Аксили             | з щільним білим пухом і з приблизно 8 переплетеними щетинками.                                                   |
| Центральні колючки | 2-4, прямі, золотисто-коричневі до червонуватих, завдовжки 4-12 мм, найнижчі — найдовші.                         |
| Радіальні колючки  | 10-14, білі з жовто-коричневою до жовтої основою, завдовжки 2-8 мм, верхні найкоротші.                           |
| Квіти              | зеленувато-жовті, з оранжево-жовтими центральними прожилками на пелюстках, завдовжки 15-20 мм, в діаметрі 10 мм. |
| Бутони             | |
| Зовнішні пелюстки  | |
| Внутрішні пелюстки | |
| Тичинки            | |
| Маточка            | |
| Плоди              | булавоподібні до циліндричних, червоні, до 20 мм завдовжки.                                                      |
| Насіння            | коричневе. |

## Використання
Викоритсовується як декоративна рослина. Заслуговує на увагу колекціонерів через густе опушення і, крім того, жовті квіти, що не характерно для мамілярій із серії Mammillaria. Росте повільно, але в культурі утримання не є проблемним.

## Систематика

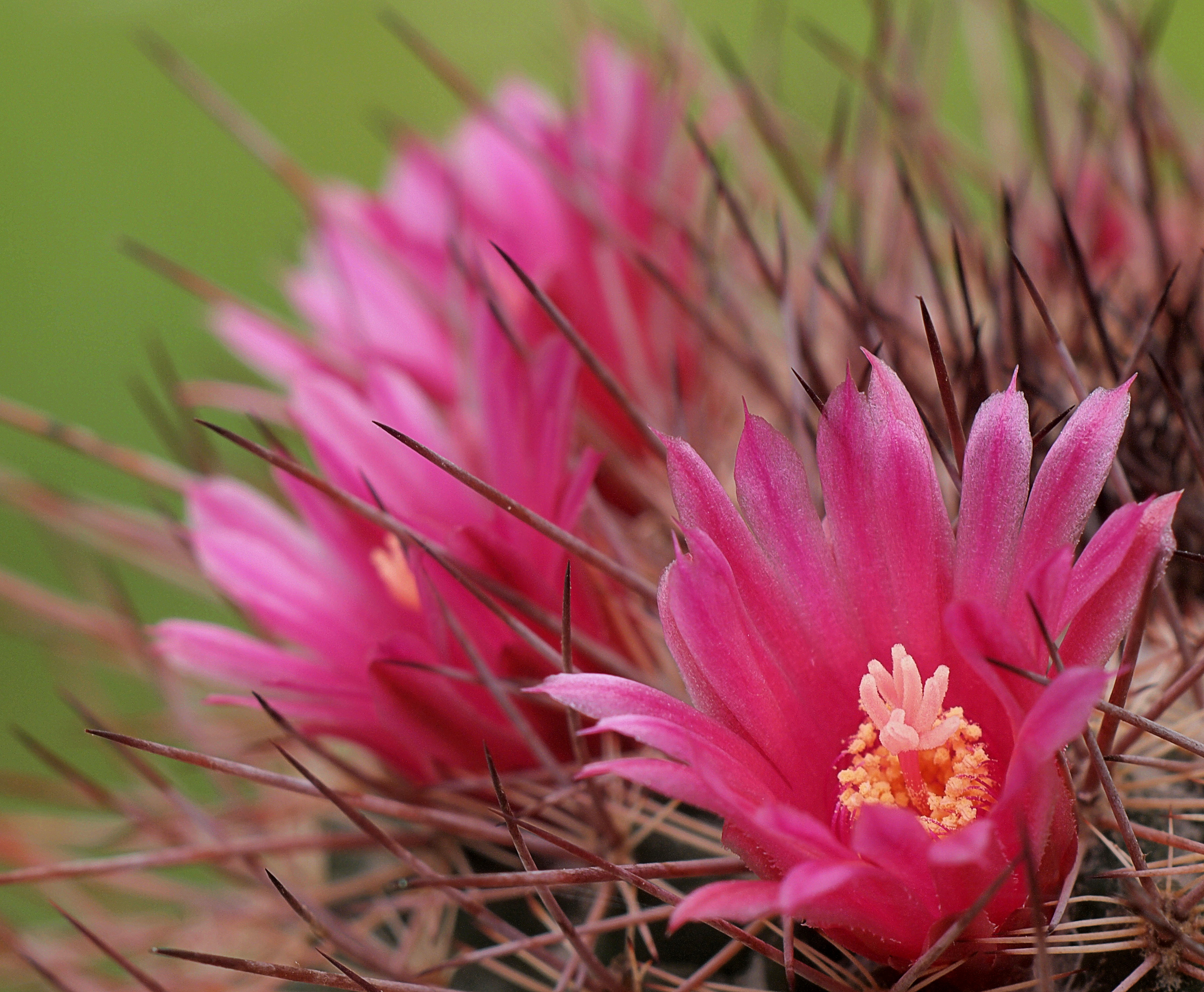
Форма Mammillaria lindsayi з рожевими квітами

Роберт Крейг описав Mammillaria lindsayi у 1940 році як окремий вид. Джонас Люті відніс цей таксон до ріновидів Mammillaria standleyi. Девід Хант при розгляді роду мамілярія у своїй праці „Mammillaria Postscript“, вважає Mammillaria lindsayi окремим видом. Того ж погляду на систематику цього виду дотримується Едвард Фредерік Андерсон — член Робочої групи Міжнародної організації з вивчення сукулентних рослин (IOS), колищній її президент у своїй фундаментальній монографії з родини кактусових „The Cactus Family“.
Його жовті квіти забезпечували йому відокремлене положення серед групи видів з пустелі Сонора, але згодом з'явилася форма Mammillaria lindsayi з рожевими квітками, що для деяких фахівців з кактусових є серйозним приводом для сумнівів — чи може настільки мінливий фактор бути достатнім для виділення рослини в окремий вид.

## Чисельність, охоронний статус та заходи по збереженню
Охороняється Конвенцією про міжнародну торгівлю видами дикої фауни і флори, що перебувають під загрозою зникнення (CITES).